# استون کورتیز چپمن
استون کورتیز چپمن (انگلیسی: Steven Curtis Chapman؛ زادهٔ ۲۱ نوامبر ۱۹۶۲) یک موسیقی‌دان اهل ایالات متحده آمریکا است.
 وی از سال ۱۹۸۷ میلادی تاکنون مشغول فعالیت بوده‌است.